# Barrio Lázaro Cárdenas
Barrio Lázaro Cárdenas, även kallad San Rafael, är en ort i kommunen Polotitlán i delstaten Mexiko i Mexiko. Samhället hade 741 invånare vid folkräkningen 2020.